# بیستریتشکا
بیستریتشکا (به چکی: Bystřička) یک منطقهٔ مسکونی در جمهوری چک است که در ناحیه وستین واقع شده‌است. بیستریتشکا ۹٫۵۲ کیلومتر مربع مساحت و ۹۴۱ نفر جمعیت دارد و ۳۸۰ متر بالاتر از سطح دریا واقع شده‌است.